# 鞑靼斯坦共和国
韃靼斯坦共和国（俄語：Респу́блика Татарста́н，羅馬化：Respublika Tatarstan），又譯塔塔尔斯坦共和国，又稱韃靼共和國，是俄羅斯境內的一個共和国，屬伏爾加聯邦管區。面积6.8万平方公里，人口3,779,800（2002年數據），首府喀山。

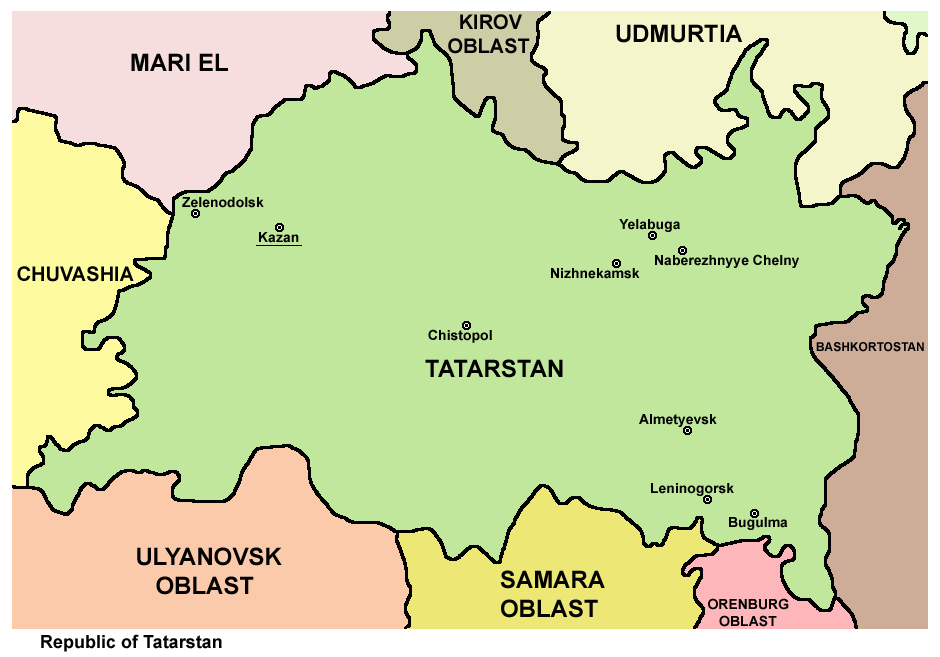
鞑靼斯坦与周边各联邦主體

韃靼斯坦的前身是韃靼蘇維埃社會主義自治共和國（Автономная Татарская Социалистическая Советская Республика，1936年改稱Татарская Автономная Советская Социалистическая Республика），於1920年根據全俄羅斯中央執行委員會與俄羅斯蘇維埃聯邦社會主義共和國人民委員會決議成立。在1990年通過《韃靼蘇維埃社會主義共和國國家主權宣言》後更改為今名。

## 历史
鞑靼斯坦一带最早的国家是伏尔加保加利亚，他们有贸易商来往波羅的海、西亞、中亞，后被蒙古入侵，成为金帳汗國附庸。后分裂出喀山汗国。
喀山汗国原为金帐汗国属地，1438年为原金帳汗兀鲁·穆罕默德所建，首府喀山城。初期国势强盛，曾经于1445年击败莫斯科大公国军队，俘获大公瓦西里二世。1469年沙皇伊凡三世利用汗国的内讧，曾夺取喀山城。1487年莫斯科大公国再度占领喀山，并扶植了以穆罕默德·阿明汗为首的傀儡政府，汗国成为俄国的属地。1504年阿明摆脱了俄国的控制，1521年汗国同克里米亚汗国和诺盖人结盟，并起兵包围了莫斯科。不久，汗国依附鄂圖曼帝国。1552年伊凡四世亲率15万大军，携大炮150门，进攻喀山，汗国灭亡。在喀山汗国亡国后，其它几个鞑靼人汗国相继被俄国征服。
在沙俄和苏联时期，以俄罗斯人为主的政府对鞑靼人采取了分化和同化政策。现在的巴什基尔人和楚瓦什人可以被看成是鞑靼人的分支，巴什基尔语是鞑靼语的方言，楚瓦什人是改信东正教的鞑靼人。今日鞑靼斯坦的鞑靼人民族文化和宗教在俄罗斯突厥人保存得最为完整，民族意识也相当强烈。鞑靼人也是泛突厥主义思想发起者，源自19世纪鞑靼人知识分子，后被土耳其继承和传播。
鞑靼苏维埃社会主义自治共和国成立于1920年5月27日，当时隶属于俄罗斯苏维埃联邦社会主义共和国，也是俄罗斯唯一的韃靼人自治共和国。1990年8月30日，鞑靼斯坦发表主权宣言，改国名为鞑靼斯坦共和国。

## 政治
20世纪80年代末90年代初，苏联政局剧烈动荡，联盟面临解体，1990年8月30日，鞑靼苏维埃社会主义自治共和国最高苏维埃发表主权宣言，改国名为鞑靼斯坦共和国，希望脱离苏联和俄罗斯独立，宣布除国防外，其他一切权利归共和国所有。1991年苏联解体后，鞑靼境内分离主义势力膨胀，希望脱离俄罗斯联邦的势力于1992年3月21日发动了一场全民公投，结果希望独立的人占全共和国选民的61.4%。
为了制止民族分离运动，時任俄罗斯总统叶利钦发动车臣战争，试图以武力制止分离运动，俄羅斯聯邦政府与鞑靼斯坦共和國政府签署第一个双边分权条约，以条约形式和平划分利益和权限范围，制约地方分离主义倾向的过度蔓延。1994年2月15日，俄罗斯联邦与鞑靼斯坦共和国签署了《俄罗斯联邦国家权力机关与鞑靼斯坦国家权力机关之间关于划分管辖范围和相互授权的条约》，条约规定，鞑靼斯坦共和国作为主权国家与俄罗斯联邦联合，可以参加国际关系和对外经济关系，在税收、财政等方面享有特权。这个条约给予鞑靼斯坦超出俄罗斯宪法规定的权力，实际上鞑靼斯坦成为留在俄罗斯联邦内的具有特殊地位和特权的国家。2017年7月24日，签订于1994年的双边条约到期，这使鞑靼斯坦失去特殊地位。

## 地理
鞑靼斯坦共和国位于东欧平原东部、伏尔加河中游地段、俄罗斯中央地区和伏尔加河流域地区的结合部，面积6.8万平方公里。疆域南北相距290公里，东西相距460公里。该共和国西接楚瓦什共和国，东接巴什科尔托斯坦共和国，西北接马里埃尔共和国，北接乌德穆尔特共和国和基洛夫州，南接奥伦堡州、萨马拉州、乌里扬诺夫斯克州。境内90%的领土属低地平原，森林面积占共和国总面积的六分之一。境内主要河流有伏尔加河（流经鞑靼斯坦共和国境内的长度是177公里）和卡马河（流经鞑靼斯坦共和国境内的长度是380公里），水域面积占领土的6.4%。

## 气候
鞑靼斯坦共和国处于温带，气候属温带大陆性气候，冬季气温在零下15℃～零下25℃之间，夏季气温在17℃～25℃之间，植物生长期是170天。

## 行政区划

韃靼斯坦行政區劃

鞑靼斯坦行政单位的数量有43个区、10个共和国附属市、8个区属市、9个市属区、24个市镇、833个行政农庄。喀山市是鞑靼斯坦共和国的行政中心，也是最大城市，建于1438年，现有人口约110.5万（2002年）。从莫斯科市到喀山市的距离为797公里。其它主要城市有：阿尔梅季耶夫斯克市，1953年建市；切尔内市，1930年建市；布古利马市，1781年建市；叶拉布加市，1780年建市；扎因斯克市，1978年建市；泽廖诺多利斯克市，1932年建市；列宁诺戈尔斯克市，1955年建市；下卡姆斯克市，1966年建市；奇斯托波尔市，1781年建市。
| 层次                | 行政模式                                                 | 自治体模式                   |
| ------------------- | -------------------------------------------------------- | ---------------------------- |
| 上层 （联邦主体辖） | - 14 共和国辖市（Город республиканского значения） - 7 市辖区（Городской район）- 喀山市 - 43 地区（Административный район） | - 2 市（） - 43 地区（Муниципа́льный район）     |
| 下层 （地区辖）     | - 9 地区辖市（Город районного значения） - 18 市级镇（Посёлок городского типа） - 912 委员会（Совет）        | - 39 乡镇（Городское поселение） - 872 村庄（Сельское поселение） |

## 人口民族
鞑靼斯坦的人口多年来保持稳定数字，2002年统计为377.98万。其中城市人口占73.8%，农村人口占26.2%；男性占46.3%，女性占53.7%。民族方面，伏爾加鞑靼人占52.9%，俄罗斯人占35.9%，楚瓦什人占3.3%，其它民族为4.2%。而在1989年，鞑靼人占48.1%，俄罗斯人占45.5%，楚瓦什人占3%，其它占3.4%。

## 经济
鞑靼斯坦是俄罗斯经济最发达的地区之一。该共和国工业化程度很高，每平方公里的工业產值仅次于萨马拉州。2017年鞑靼斯坦人均GDP为1万美元，GDP总量约为350亿美元。2021年底，鞑靼斯坦的生产总值居俄罗斯第7位。鞑靼斯坦的工业產值在俄罗斯排名第五。占鞑靼斯坦生產總值的约50%來自工业，29%來自采矿业（工業之一）。
该地区的主要經濟来源是石油。鞑靼斯坦每年可以生产3200万吨原油，當地的石油储量超过 10亿吨。工业生产總值占共和国国内生产总值的45%。當地的制造业以石油化工業和机械制造業為主。卡马汽车厂是當地最大的企業，當地五分之一的勞動力人口在該企業上班。當地還有俄羅斯大型化工企業卡扎诺尔辛特兹。境內的喀山直升機廠是全球主要直升機企業。

## 延伸閱讀
- Ruslan Kurbanov. Tatarstan: Smooth Islamization Sprinkled with Blood （页面存档备份，存于） OnIslam.net. Accessed: Feb. 26, 2013.
- Daniel Kalder. Lost Cosmonaut: Observations of an Anti-tourist.
- Ravil Bukharev. The Model of Tatarstan: Under President Mintimer Shaimiev.
- Azadeayse Rorlich. The Volga Tatars: A Profile in National Resilience.
- Roderick Heather. Russia From Red to Black

## 外部連結
- Official website of the Republic of Tatarstan （页面存档备份，存于）
- Official website of the Republic of Tatarstan （页面存档备份，存于） （俄文）
- Official website of the Republic of Tatarstan （页面存档备份，存于） （鞑靼文）
- Tatar-Inform information agency